# Star Swallow
Star Swallow je počítačová hra pro počítače Sinclair ZX Spectrum z roku 1987. Jedná se o hru českého původu, jejím autorem je Tomáš Rylek (T.R.C.). Hra obsahuje monochromatickou grafiku a napodobovala západní střílečky z té doby. Jedná se o Shoot 'em up střílečku. Hra byla dodávána s konzolí ZX Spectrum Vega jako jedna z tisíce předinstalovaných her. Pro tento účel byla hra upravena.
Hráčovým cílem je probojovat se přes 4 levely. Hráč ovládá vesmírnou loď a musí doletět vždy na konec levelu, kde na něj čeká boss. Cestou jej čekají hordy nepřátel a také si musí dávat pozor na zmenšené planety, kterým se musí vyhnout. Musí si také dávat pozor na úroveň paliva a musí sbírat nádrže. Taktéž může sbírat munici, přičemž hráč má k dispozici energetickou zbraň a rakety.